# Канделаки, Владимир Аркадьевич
Влади́мир Арка́дьевич Кандела́ки (1908—1994) — советский певец (бас-баритон) оперы и оперетты, театральный режиссёр, актёр. Лауреат Сталинской премии второй степени (1952). Народный артист СССР (1970).

## Биография
Владимир Канделаки родился 16 (29) марта 1908 года в Тифлисе (ныне — Тбилиси, Грузия).
В 1928 году окончил Тбилисскую консерваторию по классу Е. А. Вронского, в 1933 — ГИТИС (Москва).
С 1929 года — ведущий солист Музыкального театра имени народного артиста Республики Вл. И. Немировича-Данченко). Ставил спектакли в театре.
Одновременно, в 1954—1964 годах — главный режиссёр, актёр Московского театра оперетты. Исполнял роли комедийного и драматического плана, создал выразительные сценические образы.
Как режиссёр дебютировал в 1943 году, поставив оперетту Ж. Оффенбаха «Перикола» в Тбилисском театре оперы и балета имени З. Палиашвили. Ставил в театрах Москвы, Алма-Аты, Ташкента, Днепропетровска, Петрозаводска, Хабаровска, Харькова, Краснодара, Саранска, Таллинна, Владикавказа, Праги.
Работал на эстраде. Одно из его творческих достижений — вокальный ансамбль под названием «Джаз-гол». Был руководителем и режиссёром всех номеров. Первое выступление ансамбля состоялось 3 мая 1933 года. Десять лет ансамбль покорял всех искусством пения «а капелла», участники «Джаз-гола» потрясающе имитировали звучание саксофона, гавайской гитары, трубы, контрабаса, скрипки и так далее.
Много концертировал и как эстрадный певец. В репертуаре — арии из оперетт, песни советских композиторов.
Снимался в кино.
Автор очерка «Наша оперетта» (сборник «Московский театр оперетты», М., 1958).
Член КПСС с 1952 года.
Умер Владимир Канделаки в Москве 11 марта 1994 года (по другим источникам — 12 марта). Похоронен на Новодевичьем кладбище (участок № 10).

### Семья
Первая жена — Надежда Фёдоровна Кемарская (1899—1984), оперная певица, режиссёр. Народная артистка РСФСР (1940). Похоронена в Москве на Ваганьковском кладбище.
Вторая жена — Татьяна Ивановна Шмыга (1928—2011), певица, актриса оперетты, театра и кино. Народная артистка СССР (1978). Вместе они прожили двадцать лет, как сообщила Татьяна Шмыга в передаче Б. И. Бермана и И. В. Жандарёва «На ночь глядя» 21 августа 2007 года. Похоронена в Москве на Новодевичьем кладбище (участок № 10).
Третья жена — Галина Кузьминична Кузнецова (1912—2005), балерина, актриса, педагог. Похоронена в Москве рядом с мужем на Новодевичьем кладбище (участок № 10).
- Дочь — Натэлла Владимировна Канделаки (род. 1945), балерина Большого театра.

## Награды и звания
- Заслуженный артист РСФСР (1940)
- Заслуженный деятель искусств РСФСР (1954)
- Народный артист РСФСР (1961)
- Народный артист СССР (1970)
- Сталинская премия второй степени (1952) — за исполнение главной партии в оперном спектакле «Семья Тараса» Д. Б. Кабалевского
- Орден Дружбы народов (1978)
- Медали.

## Творчество

### Партии
Оперы
- 1934 — «Катерина Измайлова» Д. Д. Шостаковича — Борис Тимофеевич
- «Семья Тараса» Д. Б. Кабалевского — Тарас
- «Тихий Дон» И. И. Дзержинского — Митька
- «В бурю» Т. Н. Хренникова — Сторожев
- «Тоска» Дж. Пуччини — Скартиа
- «Война и мир» С. С. Прокофьева — Наполеон
- «Моцарт и Сальери» Н. А. Римского-Корсакова — Сальери
- «Виринея» С. М. Слонимского — Магар
- «Сказки Гофмана» Ж. Оффенбаха — Коппелиус
- «Сицилийская вечерня» Дж. Верди — Гвидо де Монфор
- «Так поступают все» В. А. Моцарта — Дон Альфонсо
- «Северный ветер» Л. К. Книппера — Джапаридзе

Оперетты
- 1937 — «Прекрасная Елена» Ж. Оффенбаха — Калхас
- 1945 — «Нищий студент» К. Миллёкера — Олендорф
- 1950 — «Кето и Котэ» В. И. Долидзе — Сако
- 1956 — «Поцелуй Чаниты» Ю. С. Милютина — Чезаре
- 1966 — «Донья Жуанита» Ф. фон Зуппе — Дуглас
- «Весна поёт» Д. Б. Кабалевского — Куприянов
- «Перикола» Ж. Оффенбаха — Вице-король
- «Цыганский барон» И. Штрауса — Стефан
- «Аршин мал алан» У. Гаджибекова — Султанбек

### Постановки
Московский музыкальный театр имени К. С. Станиславского и Вл. И. Немировича-Данченко
- 1950 — «Кето и Котэ» В. И. Долидзе
- 1952 — «Аршин мал алан» У. Гаджибекова
- 1959 — «Тоска» Дж. Пуччини
- 1971 — «Нищий студент» К. Миллёкера
- «Прекрасная Елена» Ж. Оффенбаха
- «Перикола» Ж. Оффенбаха
- «Цыганский барон» И. Штрауса
- «Донья Жуанита» Ф. фон Зуппе

Московский театр оперетты
- 1955 — «Белая акация» И. О. Дунаевского (совместно с Л. Д. Ротбаум)
- 1956, 1979 — «Весёлая вдова» Ф. Легара
- 1957 — «Бал в Савойе» П. Абрахама
- 1957 — «Весна поёт» Д. Б. Кабалевского
- 1958 — «Москва, Черёмушки» Д. Д. Шостаковича (совместно с А. Р. Закс)
- 1958 — «Фонари-фонарики» Ю. С. Милютина
- 1959 — «Только мечта» Б. В. Кырвера (совместно с Г. А. Шаховской)
- 1960 — «Цирк зажигает огни» Ю. С. Милютина
- 1962 — «Эврика» О. А. Сандлера
- 1962 — «Летучая мышь» И. Штрауса (совместно с Г. А. Шаховской)
- 1963 — «Сто чертей и одна девушка» Т. Н. Хренникова
- 1964 — «Великолепная тройка» Г. Г. Цабадзе

Другие театры
- «Перикола» Ж. Оффенбаха (Грузинский театр оперы и балета имени Палиашвили, Тбилиси, 1943)
- «Перикола» Ж. Оффенбаха (Хабаровский краевой театр музыкальной комедии, 1973)
- «Тоска» Дж. Пуччини (Казахский театр оперы и балета имени Абая, Алма-Ата)
- «Кето и Котэ» В. И. Долидзе (Театр оперы и балета «Эстония», Таллинн)
- «Проделки Майсары» Хамзы (Большой театр оперы и балета имени Алишера Навои (Ташкент) и Московский музыкально-драматический театр «Ромэн»)
- «Москва, Черёмушки» Д. Д. Шостаковича (Музыкальный театр Карлин, Прага)
- «Перикола» Ж. Оффенбаха, «Граф Люксембург» Ф. Легара, «Летучая мышь» И. Штрауса, «Цыганский барон» И. Штрауса (Харьковский академический театр музыкальной комедии)
- «Терек поёт» Х. С. Плиева (Севро-Осетинский музыкальный театр, Владикавказ)
- «Проделки Ханумы» на музыку Г. А. Канчели (Государственный музыкальный театр Карельской АССР (Петрозаводск), Краснодарский музыкальный театр и Саранский театр музыкальной комедии)
- «Летучая мышь» И. Штрауса (Днепропетровский театр оперы и балета)
- «Граф Люксембург» Ф. Легара Саранский театр музыкальной комедии)
- «Аршин мал алан» У. Гаджибекова, «Улыбнись, Света» Г. А. Портнова (Народный театр оперетты).

### Фильмография
Роли
- 1936 — Поколение победителей — Нико Гоцеридзе, бакинский рабочий
- 1936 — Цирк — зритель в цирке
- 1942 — Оборона Царицына — командир
- 1942 — Парень из нашего города — Вано Гулиашвили
- 1957 — Ласточка — Георгий Сергеевич Теофиди, владелец книжной лавки
- 1958 — Девушка с гитарой — покупатель нот
- 1962 — Голубой огонёк-1962 (фильм-спектакль) — артист оперетты
- 1962 — Композитор Ференц Легар (фильм-спектакль)
- 1965 — Двадцать шесть бакинских комиссаров — белый офицер Алания
- 1965 — Пьер — сотрудник милиции
- 1986 — Верую в любовь — Вано Гулиашвили

Режиссёр
- 1962 — Золотая долина (фильм-спектакль)

Озвучивание
- 1937 — Арсен (фильм) — озвучивание в восстановленной версии 1969 года
- 1955 — Пёс и кот (мультипликационный)

Архивные кадры
- 2008 — Знакомый незнакомец (документальный)